# Coffs Harbour
Coffs Harbour es una ciudad costera ubicada al norte de Nueva Gales del Sur, Australia. Se encuentra a 540 kilómetros al norte de Sídney, 385 kilómetros al norte de Newcastle y 440 km al sur de Brisbane. Allí viven 26.353 personas, según datos del año 2006.